# Шумейкино
Шуме́йкино (укр. Шумейкине) – посёлок при промышленном предприятии, расположенный на территории Бахмачского района Черниговской области (Украина).
Население составляет 1 житель (2006 год). Впервые упоминается в 1650 году.
Посёлок Шумейкино находится примерно в 21 км к северо-востоку от центра города Бахмач. Средняя высота населённого пункта — 127 м над уровнем моря. Посёлок находится в зоне умеренно континентального климата.